# Sameodes cancellalis
Sameodes cancellalis is een vlinder uit de familie van de grasmotten (Crambidae), uit de onderfamilie van de Spilomelinae. De wetenschappelijke naam van deze soort is voor het eerst voorgesteld als Botys cancellalis door Philipp Christoph Zeller in een publicatie uit 1852.

## Verspreiding
De soort komt voor in
- het Afrotropisch gebied waaronder Gambia, Mali, Sierra Leone, Liberia, Ghana, Kameroen, Gabon[1], Congo-Kinshasa, Angola[1], Zambia, Malawi, Zimbabwe, Zuid-Afrika, de Comoren, Madagaskar, de Seychellen, Réunion, Mauritius, de Chagosarchipel en Jemen,
- het Oriëntaals gebied waaronder India, Nepal, Bhutan[2], Bangladesh[1], Sri Lanka, Myanmar, Thailand[3], Zuid-China, Taiwan, de Filipijnen, Maleisië, Singapore en Indonesië (Sulawesi, Java),
- het Australaziatisch gebied waaronder Australië (Queensland), Papoea-Nieuw-Guinea[3] en Fiji,
- het Palearctisch gebied waaronder Japan.

## Waardplanten
De rups leeft op Oryza sativa, Stylosanthes erecta en Tectona grandis.